# Martin Motýl
Martin Motýl (* 4. března 1972 Zlín) je český skladatel, textař, zpěvák a kytarista.

## Biografie
Martin Motýl zahájil svou hudební kariéru v Bystřici pod Hostýnem, kde se účastnil různých pěveckých soutěží. Následně prošel prvními rockovými zkušenostmi ve školní kapele, aby zakotvil ve zlínské rockové formaci Excelent. Po absolvování základní vojenské služby, ho povolala další zlínská kapela Attack. Ovšem pravidelnější pódiové vystupování přišlo v roce 1992 v uherskohradišťské kapele Imperium.
V roce 1993 přišla nabídka od zlínské skupiny Premier, kde se uvedl jako autor hudby a textu ve čtyřech skladbách na prémiovém albu Probodnu tě hroty.
V roce 1995 vydal Premier druhé album Hrobař, jehož stejnojmenná skladba se stala celorepublikovým hitem a album i samotná skladba získala několik významných ocenění. Premier se stal fenoménem a absolvoval několik celorepublikových turné.
Posledním albem na kterém se ve skupině Premier podílel bylo album Černá vdova vydaném v roce 1996.
V té době došlo v kapele k hudebním neshodám - Martin Motýl Premier opustil a přijal nabídku skupiny Argema.
S Argemou se pustil do natáčení alba Když sem šel z Hradišťa / 1996 / a uvedl se jako autor hudby a textů třemi skladbami. V té době absolvovala Argema několik televizních vystoupení a nespočet koncertů po celé republice. V roce 1997 natočila Argema album Pomaláče 2, kde se opět prezentoval jako autor hudby a textů – tentokráte čtyřmi skladbami.
V roce 1997 jej přizval dlouholetý člen původní Argemy Zbyněk Bobr Horák k natočení jeho sólového alba Argemaniak aneb vzpomínky na Argemu, kde jako kytarista natočil několik skladeb včetně písně Vyznání a podílel se i na hudební produkci.
Na jaře roku 1998 odešel z Argemy a založil ve Zlíně skupinu Babyloon. Skupina vydala ve vlastní režii dva maxisingly s osmi písněmi, aby vzápětí pro nedostatek financí a absenci vydavatelské firmy projekt pozastavila.
V roce 1999 se začala psát nová etapa hudebních úspěchů Martina Motýla, když se dal dohromady se Zbyňkem Bobrem Horákem a spolu založili duo Bobr & Motýl. Jejich první album dostalo název Vojáci lásky a vyšlo v roce 2000. Na albu je i skladba Vyznání, která patří k nejhranějším skladbám v médiích. V roce 2003 vyšlo další album s názvem Vyznání – ty jsi má láska, ty jsi můj sen. Jako bonus obsahuje CD i klip ke skladbě Vyznání. Album vyšlo u hudebního vydavatelství Multisonic. Bobr & Motýl za svou šestiletou kariéru ( 1999 – 2005 ) absolvovali přes 1000 vystoupení a to nejen v ČR a na Slovensku, ale i v Řecku ve spolupráci s agenturou Amfora.
Roku 2006 přišla další výrazná umělecká změna, kdy přišla Erika Koštuříková a vzniklo tak duo Motýl & Erika. Otevřeli se tak nové možnosti hudebních vystoupení, duo vystupovalo na firemních večírcích, plesech, rodinných oslavách a pořádalo koncerty pro děti v základních a mateřských školách. V roce 2008 vyšlo CD Jen své srdce lásce dej. Duo stále častěji na vystoupeních doplňoval kytarista a zpěvák Jakub Talaš.
V roce 2012 Martin Motýl změnil filozofii nabídky hudebních vystoupení a založil nový hudební projekt s názvem Motýl Band CZ. V následujících letech se kapela věnovala koncertování a roku 2015 natočila album Zlaté hity, které bylo složeno z převzatých hitů české a slovenské provenience. Následujícího roku skupina natočila svůj první videoklip Vyznání a do konce roku 2020 natočila třicet šest dalších videoklipů.
Zároveň začal Martin Motýl vystupovat na TV Šlágr, kde se stal jednou z osobností této hudební stanice a zúčastňoval se mnoha televizních show.
V únoru 2019 mu na této stanici vyšel první komplet s názvem Vyznání a v říjnu 2020 následoval druhý komplet s názvem Láska je v nás.

## Diskografie

### SkupinaPremier[2]
- 1993 Probudnu tě hroty
- 1995 Hrobař
- 1996 Černá vdova

### SkupinaArgema[3]
- 1996 Když sem šel z Hradišťa
- 1997 Pomaláče 2

### Zbyněk Bobr Horák
- 1996 Argemaniak – Vzpomínky na Argemu

### Bobr & Motýl
- 2000 Vojáci lásky
- 2003 Vyznání - Ty jsi má láska Ty jsi múj sen

### Motýl & Erika
- 2008 Jen své srdce lásce dej

### Motýl band CZ
- 2015 ZLATÉ HITY české a slovenské - 21 NEJ...
- 2019 Vyznání ( CD + DVD na TV Šlágr )
- 2020 Láska je v nás ( CD + DVD na TV Šlágr )